# 萨尔塞迪略
萨尔塞迪略，是西班牙阿拉贡自治区特鲁埃尔省的一个市镇。总面积17平方公里，总人口7人（2001年），人口密度0人/平方公里。